# Emmanuel Koné
Pour les articles homonymes, voir Koné.
Emmanuel Kouamatien Koné  (né le 31 décembre 1986 à Abongoua (Côte d'Ivoire) est un footballeur international ivoirien. Il évolue au poste de milieu offensif polyvalent à Lys Sassandra.

## Biographie
Il fait partie de l'équipe nationale ivoirienne lors des Jeux olympiques de 2008 et lors de la Coupe du monde de 2010.
Novembre 2011, il est écarté du groupe avec plusieurs de ses coéquipiers. Il passe alors un essai au CSSA. Il convainc Laurent Guyot entraîneur de Sedan et signe pour 2 ans. Le 17 juillet 2013, il annonce qu'il résilie son contrat et s'engage le 9 août avec le club de Levadiakos en D1 grecque.
Le 18 février 2023, il retourne en Côte d'Ivoire et dispute son premier match avec le club de Lys Sassandra face au CO Korogho 

## Carrière
- 2006-jan. 2008 :  ASEC Abidjan
- jan. 2008-déc. 2011 :  CFR Cluj
  - 2009-2010 :  Internaţional Curtea (prêt)
- jan. 2012-2013 :  CS Sedan-Ardennes
- 2013-2015 :  APO Levadiakos[2]
- 2015-2019 :  Apollon Smyrnis
- 2019-2021 :  APO Levadiakos
- fév.2023  Lys Sassandra

## Palmarès
- Vainqueur de la Coupe de Roumanie en 2009 avec le CFR Cluj